# Street Fighting Man
〈Street Fighting Man〉은 1968년 음반 《Beggars Banquet》에 수록된 영국의 록 밴드 롤링 스톤스의 곡이다. 이 밴드의 "가장 정치적인 노래"로 불리는 《롤링 스톤》은 이 곡을 역사상 가장 위대한 노래 500곡에서 301위로 선정되었다.